# Meng Hongwei
Pour les articles homonymes, voir Meng.
Meng Hongwei (chinois simplifié : 孟宏伟 ; pinyin : Mèng Hóngweǐ) est un homme politique chinois, membre du Parti communiste chinois jusqu'à son exclusion. Vice-ministre de la Sécurité publique de Chine à partir du 10 avril 2004, il est élu président d'Interpol (organisation internationale de police criminelle) le 10 novembre 2016 pour un mandat de quatre ans. Il disparaît vers le 25 septembre 2018, et sa démission de cette fonction est annoncée le 7 octobre 2018 à la suite de l'annonce de son arrestation en Chine.
Le 20 juin 2019, l’ex-patron d’Interpol est jugé en Chine pour corruption. Le 21 janvier 2020, il est condamné à 13 ans et six mois de prison.

## Biographie

### Jeunesse et études
Meng Hongwei, fils d’instituteurs, né en 1953, est d'ethnie Han et de nationalité chinoise. Il est originaire de la ville de Harbin, province du Heilongjiang. Il commence à travailler en 1972 et rejoint le Parti communiste chinois en 1975. Il est diplômé du département de droit de l'université de Pékin.

### Carrière politique en Chine
En 1989, lors des Manifestations de la place Tian'anmen, il est le secrétaire particulier du responsable de la Sécurité de l’époque. Il dirige la Police armée du peuple, utilisée par les autorités chinoises pour maintenir son pouvoir.
Il devient vice-ministre du ministère de la Sécurité publique en 2004, nommé par Zhou Yongkang. Il est notamment chargé de neutraliser les dissidents et les opposants au régime. En particulier, il dirige les services anti-terroristes pour éliminer les opposants au régime communiste dans la région du Xinjiang à dominante musulmane.
En mars 2013, Meng Hongwei occupe le poste de secrétaire adjoint du comité du Parti communiste chinois. En 2014, il prononce un discours à des officiers de police, et ordonne de privilégier « la politique, l’organisation du parti et l’idéologie en premier ».

### Président d'Interpol de 2016 à 2018
Le 10 novembre 2016, lors de la 85e assemblée générale d'Interpol à Bali, Meng Hongwei est élu à la tête de l'Organisation internationale en remplacement de la patronne de la police judiciaire française Mireille Ballestrazzi. C’est le premier Chinois qui prend la direction de l’organisation de coopération policière. Celle-ci est basée à Lyon en France. Meng Hongwei a été élu pour un mandat de quatre ans, avec 123 votes favorables et 28 votes pour son concurrent, un Namibien.
Des pays membres d'Interpol et des ONG s'inquiètent à la suite de la nomination de Meng Hongwei : « Pékin pourrait en profiter pour faire arrêter des dissidents réfugiés à l’étranger ». Il faut toutefois noter que le poste de président d'Interpol est surtout honorifique, sa gestion quotidienne étant assurée par le secrétaire général.
Ainsi, le directeur du bureau Asie de l’Est d'Amnesty International, Nicholas Bequelin, déclare : « La nomination de Meng Hongwei est alarmante, étant donné que la Chine essaie de longue date d’utiliser Interpol pour arrêter des dissidents et des réfugiés à l’étranger. Cela paraît contraire au mandat d’Interpol, qui doit être exercé dans l’esprit de la Déclaration universelle des droits de l’homme ».

### Disparition en Chine

Le dernier message reçu par sa femme.

Le 5 octobre 2018, la presse annonce que Meng Hongwei est porté disparu, une enquête est immédiatement ouverte en France. Il est vu pour la dernière fois au moment de son départ vers la Chine, le 25 septembre 2018. Il envoie alors deux SMS à sa femme, le premier disant « Attends mon appel » et le deuxième ne contenant qu'un émoji représentant un couteau,.
Le 7 octobre 2018, Interpol annonce avoir reçu sa démission avec effet immédiat. Quelques heures plus tôt, la Commission nationale de surveillance a annoncé qu'il faisait l'objet d'une enquête pour corruption. En Chine, il est assez courant que le régime de Xi Jinping fasse disparaître pendant plusieurs semaines ou plusieurs mois des hommes politiques, des magnats et des stars de cinéma (la disparition de l'actrice Fan Bingbing a ainsi été médiatisée mondialement plus tôt dans l'année 2018) avant de les faire réapparaître lors de procès. Ceci sert à lutter contre la corruption, mais aussi à éliminer des opposants politiques. Pour Wei Jingsheng, il ne s'agit pas d'une affaire de corruption, mais bien d'une affaire politique. De plus, dans le cas de Meng Hongwei, celui-ci paye peut-être sa proximité avec Zhou Yongkang, un ancien haut responsable de la sécurité du Parti communiste chinois rival de Xi Jinping, condamné à la prison à perpétuité officiellement pour corruption, abus de pouvoir et divulgation de secrets d’État.
En janvier 2019, sa femme, restée en France avec ses deux enfants, est placée sous protection policière, craignant un enlèvement pour être conduite en Chine.
Fin mars de la même année, l'ancien président d’Interpol est accusé de « violations graves », puis exclu du Parti communiste,,,. Mais Grace Meng, son épouse, ne tarde pas à réagir, dénonçant une accusation infondée. Elle a même récemment déposé plainte à Lyon pour « tentative d'enlèvement en bande organisée ». Elle obtient l'asile politique en France en mai 2019, ainsi qu'une protection policière renforcée. En rétorsion, la Chine met fin à sa coopération policière avec la France.

### Réapparition et procès
Le 20 juin 2019, l’ex-patron d’Interpol réapparaît pour la première fois en public lors de son procès, pour reconnaître qu’il est coupable de corruption. Il plaide coupable d'avoir accepté 14,46 millions de yuans (1,86 million d’euros) de pots-de-vin,,. Le 21 janvier 2020, il est condamné à 13 ans et six mois de prison, ainsi qu'à 2 millions de yuans d'amende.